# العلاقات الباربادوسية الليبيرية
العلاقات الباربادوسية الليبيرية هي العلاقات الثنائية التي تجمع بين باربادوس وليبيريا.

## مقارنة بين البلدين
هذه مقارنة عامة ومرجعية للدولتين:
| وجه المقارنة                                              | باربادوس       | ليبيريا      |
| --------------------------------------------------------- | -------------- | ------------ |
| المساحة (كم2)                                             | 439            | 111.37 ألف   |
| عدد السكان (نسمة)                                         | 285.72 ألف     | 4.73 مليون   |
| الكثافة السكانية (ن./كم²)                                 | 65.08 ألف      | 42.47        |
| العاصمة                                                   | بريدج تاون     | مونروفيا     |
| اللغة الرسمية                                             | لغة إنجليزية   | لغة إنجليزية |
| العملة                                                    | دولار بربادوسي | دولار ليبيري |
| الناتج المحلي الإجمالي (بليون دولار)                      | 4.80 مليار     | 2.16 مليار   |
| الناتج المحلي الإجمالي (تعادل القوة الشرائية) بليون دولار | 4.66 مليار     | 3.76 مليار   |
| الناتج المحلي الإجمالي الاسمي للفرد دولار أمريكي          | 15.43 ألف      | 455          |
| الناتج المحلي الإجمالي للفرد دولار أمريكي                 | 16.06 ألف      | 842          |
| مؤشر التنمية البشرية                                      | 0.795          | 0.430        |
| رمز المكالمات الدولي                                      | +1246          | +231         |
| رمز الإنترنت                                              | .bb            | .lr          |
| المنطقة الزمنية                                           | 00             | 00           |

## منظمات دولية مشتركة
يشترك البلدان في عضوية مجموعة من المنظمات الدولية، منها:
| علم المنظمة | اسم المنظمة                                 | تاريخ انضمام باربادوس | تاريخ انضمام ليبيريا |
| ----------- | ------------------------------------------- | --------------------- | -------------------- |
|             | مؤسسة التنمية الدولية                       | 29 سبتمبر 1999        | 28 مارس 1962         |
|             | مؤسسة التمويل الدولية                       | 25 يونيو 1980         | 28 مارس 1962         |
|             | منظمة حظر الأسلحة الكيميائية                | ?                     | ?                    |
|             | الأمم المتحدة                               | 9 ديسمبر 1966         | 2 نوفمبر 1945        |
|             | الاتحاد الدولي للاتصالات                    | 16 أغسطس 1967         | 10 أكتوبر 1927       |
|             | منظمة الشرطة الجنائية الدولية               | ?                     | ?                    |
|             | البنك الدولي للإنشاء والتعمير               | 12 سبتمبر 1974        | 28 مارس 1962         |
|             | الاتحاد البريدي العالمي                     | ?                     | ?                    |
|             | المركز الدولي لتسوية المنازعات الاستشارية   | 1 ديسمبر 1983         | 16 يوليو 1970        |
|             | وكالة ضمان الاستثمار متعدد الأطراف          | 12 أبريل 1988         | 12 أبريل 2007        |
|             | مجموعة دول أفريقيا والكاريبي والمحيط الهادئ | ?                     | ?                    |
|             | يونسكو                                      | 24 أكتوبر 1968        | 6 مارس 1947          |

## وصلات خارجية
- موقع وزارة الخارجية الباربادوسية
- موقع وزارة الخارجية الليبيرية